# Pērkons
Pour les articles homonymes, voir Brainstorm.
Pērkons est un groupe de rock letton qui interprète les compositions de Juris Kulakovs. Fondé en 1981 ce fut l'un des groupes les plus populaires de Lettonie dans les années 1980, son activité a été interdite à deux reprises pendant l'ère soviétique.

## Historique

### 1981-1983.
Pērkons est fondé par Juris Kulakovs, le claviériste du groupe Minuets, invitant certains des membres du groupe, ainsi que l'actrice et chanteuse Ieva Akurateri et le batteur Dainis Strazdiņš. Les paroles des chansons utilisent principalement la poésie de Māris Melgalvs et Klāvs Elsbergs, mais l'auteur de la musique de toutes les chansons est Juris Kulakovs. Le groupe devient rapidement populaire - les jeunes sont captivés par le mélange de hard rock et de rock'n'roll, les chanteurs expressifs, ainsi que le effets pyrotechniques faits maison qui enrichissent la performance.
L'activité de Pérkons sera interdite pour la première fois en 1983 et le groupe va distribuer illégalement dans toute la Lettonie sur des bandes magnétiques ses deux premiers albums Mākslas darbi et Zibens pa dipenu.